# Epinephelus radiatus
Epinephelus radiatus är en fiskart som först beskrevs av Day, 1868.  Epinephelus radiatus ingår i släktet Epinephelus och familjen havsabborrfiskar. IUCN kategoriserar arten globalt som livskraftig. Inga underarter finns listade i Catalogue of Life.